# Kristupas Šleiva
Kristupas Šleiva (5 luglio 1996) è un lottatore lituano, specializzato nella lotta greco-romana.

## Biografia
Compete per il LOSC di Vilnius. E' allenato da Olegas Antoscenkov.
Agli europei di Roma 2020 ha vinto la medaglia di bronzo continentale nel torneo dei 67 chilogrammi.
Ai mondiali di Oslo 2021 ha guadagnato il bronzo nella categoria 72 kg, superando l'iraniano Mohammad Reza Mokhtari nell'incontro valido per il terzo gradino del podio.

## Palmarès
- Mondiali

Oslo 2021: bronzo nei 72 kg.
- Europei

Roma 2020: bronzo nei 67 kg.
- Campionati mondiali militari

Skopje 2016: bronzo nei 66 kg;
Tehran 2021: bronzo nei 72 kg;